# Варситский сельсовет
Варситский сельсовет  — административно-территориальная единица и муниципальное образование со статусом сельского поселения в Кайтагском районе Дагестана Российской Федерации.
Административный центр — село Варсит.

## Население
| 2002 | 2010 | 2012 | 2013 | 2014 | 2015 | 2016 |
| ---- | ---- | ---- | ---- | ---- | ---- | ---- |
| 391  | ↘324 | ↘318 | ↘305 | ↘288 | ↗289 | ↘284 |
| 2017 | 2018 | 2019 | 2020 | 2021 | 2023 | 2024 |
| ↘270 | ↗271 | ↘270 | ↗271 | ↗411 | ↘396 | ↗398 |
| 2025 |      |      |      |      |      |      |
| ↘388 |      |      |      |      |      |      |

## Состав
| № | Населённый пункт | Тип населённого пункта       | Население |
| - | ---------------- | ---------------------------- | --------- |
| 1 | Бажлук           | село                         | ↗107      |
| 2 | Варсит           | село, административный центр | ↗265      |
| 3 | Сурхавкент       | село                         | ↘39       |